# Alex Rasmussen
Alex Rasmussen (Odense, 9 de juny de 1984) és un ciclista danès, professional des del 2007.

## Biografia
Especialista en ciclisme en pista, Rasmussen aconseguí els seus primers títols nacionals el 2001, amb 17 anys, en la prova del quilòmetre i la persecució per equips. Amb el temps ha estat campió danès en altres disciplines: americana, persecució individual i cursa per punts. El 2005 es proclamà campió del món de scratch a Los Angeles.
Paral·lelament a la seva carrera en pista, Rasmussen participa en proves en ruta amb la selecció danesa. El 2006 s'imposa al Tour de Berlín, una prova reservada a menors de 23 anys, i pren part en curses de nivell superior, com la Volta a Dinamarca o el Gran Premi Herning, en què acaba segon. Alhora guanyà el Campionat de Dinamarca de contrarellotge sub-23.
El 2007 es proclama Campió de Dinamarca en ruta. El 2008 guanyà la medalla de plata en la prova de persecució per equips masculina dels Jocs Olímpics de Pequín, junt a Michael Mørkøv, Casper Jorgensen i Jens-Erik Madsen.
El 2009 fitxa pel Team Saxo Bank, equip de l'UCI ProTour, junt amb el seu company en pista, Michael Mørkøv. Després d'una primera temporada sense cap victòria en ruta, comença bé el 2010, amb una victòria d'etapa a la Volta a Andalusia. Al mateix temps s'imposa al Gran Premi Herning i en dues etapes dels Quatre dies de Dunkerque.
El 2011 fitxa pel Team HTC-High Road. Amb la desaparició de l'equip a finals del 2011 fitxà pel Garmin-Cervélo, que el 2012 pren el nom de Garmin-Barracuda. Amb tot, poc abans del Campionat del món en ruta el HTC-High Road rescindeix el seu contracte per haver-se saltat un control antidopatge sense informar a l'equip.

## Palmarès en pista
- 2004
  -  Campió d'Europa sub-23 en Scratch
- 2005
  -  Campió del món de scratch
  -  Campió d'Europa sub-23 en Scratch
  -  Campió d'Europa sub-23 en Madison (amb Michael Mørkøv)
- 2007
  - 1r als Sis dies de Grenoble (amb Michael Mørkøv)
- 2008
  -  Medalla de plata als Jocs Olímpics en la cursa de persecució per equips masculina
  - 1r als Sis dies de Grenoble (amb Michael Mørkøv)
- 2009
  -  Campió del món de Madison (amb Michael Mørkøv)
  -  Campió del món de persecució per equips (amb Casper Jorgensen, Jens-Erik Madsen i Michael Faerk Christensen)
  - 1r als Sis dies de Copenhaguen (amb Michael Mørkøv)
  - 1r als Sis dies de Gant (amb Michael Mørkøv)
- 2010
  -  Campió del món de scratch
  - 1r als Sis dies de Copenhaguen (amb Michael Mørkøv)
  - 1r als Sis dies de Berlín (amb Michael Mørkøv)
  - 1r als Sis dies de Fiorenzuola d'Arda (amb Michael Mørkøv)
- 2011
  - 1r als Sis dies de Copenhaguen (amb Michael Mørkøv)
- 2015
  - 1r als Sis dies de Bremen (amb Marcel Kalz)
  - 1r als Sis dies de Copenhaguen (amb Michael Mørkøv)
- 2016
  - 1r als Sis dies de Copenhaguen (amb Jesper Mørkøv)

### Resultats a laCopa del Món
- 2004-2005
  - 1r a la Classificació general i a la prova de Los Angeles, en Scratch
- 2005-2006
  - 1r a Sydney, en Madison
  - 1r a Sydney, en Persecució per equips
- 2006-2007
  - 1r a Los Angeles, en Madison
- 2007-2008
  - 1r a Copenhaguen, en Madison

### Campionats de Dinamarca
- Campió del quilòmetre el 2001, 2002, 2003, 2004, 2005 i 2006
- Campió de persecució per equips el 2001 (amb Mads Christensen, Morten Voss Christiansen, Dennis Veje Rasmussen), 2003, 2004, 2005 (amb Casper Jørgensen, Michael Berling, Jakob Dyrgaard), 2006 i 2007 (amb Casper Jørgensen, Daniel Kreutzfeldt, Martin Lollesgaard)
- Campió de persecució individual el 2003, 2004, 2005, 2006, 2007 i 2008
- Campió de Madison el 2004, 2005 (amb Michael Berling), 2006, 2007, 2008, 2009 i 2010 (amb Michael Morkov)
- Campió de puntuació el 2005 i 2007

## Palmarès en ruta
- 2006
  -  Campió de Dinamarca sub-23 en contrarellotge
  - 1r al Tour de Berlín i vencedor de 2 etapes
  - 1r al Fyen Rundt
- 2007
  -  Campió de Dinamarca en ruta
- 2008
  - Vencedor d'una etapa de la Ronda de l'Oise
  - Vencedor de 4 etapes del Tour del llac Qinghai
- 2010
  - 1r al Gran Premi Herning
  - Vencedor de 2 etapes dels Quatre dies de Dunkerque
  - Vencedor d'una etapa de la Volta a Andalusia
- 2011
  - 1r a la Philadelphia International Championship
- 2013
  - Vencedor d'una etapa de la Volta a Baviera
- 2014
  - Vencedor de 2 etapes de la Dookoła Mazowsza

### Resultats al Giro d'Itàlia
- 2011. 154è de la classificació general
- 2012. 150è de la classificació general

### Resultats a la Volta a Espanya
- 2013. 134è de la classificació general